# Saint-Didier-d'Allier
Saint-Didier-d'Allier is een plaats en voormalige gemeente in het Franse departement Haute-Loire (regio Auvergne-Rhône-Alpes) en telt 33 inwoners (2009). De plaats maakt deel uit van het arrondissement Le Puy-en-Velay.

## Geschiedenis
Saint-Didier-d'Allier is op 1 januari 2017 opgegaan in de gemeente Saint-Privat-d'Allier. 

## Geografie
De oppervlakte van Saint-Didier-d'Allier bedraagt 8,2 km², de bevolkingsdichtheid is dus 4 inwoners per km².
De onderstaande kaart toont de ligging van Saint-Didier-d'Allier met de belangrijkste infrastructuur en aangrenzende gemeenten.

## Demografie
Onderstaande figuur toont het verloop van het inwonertal.